# Sheshonq III

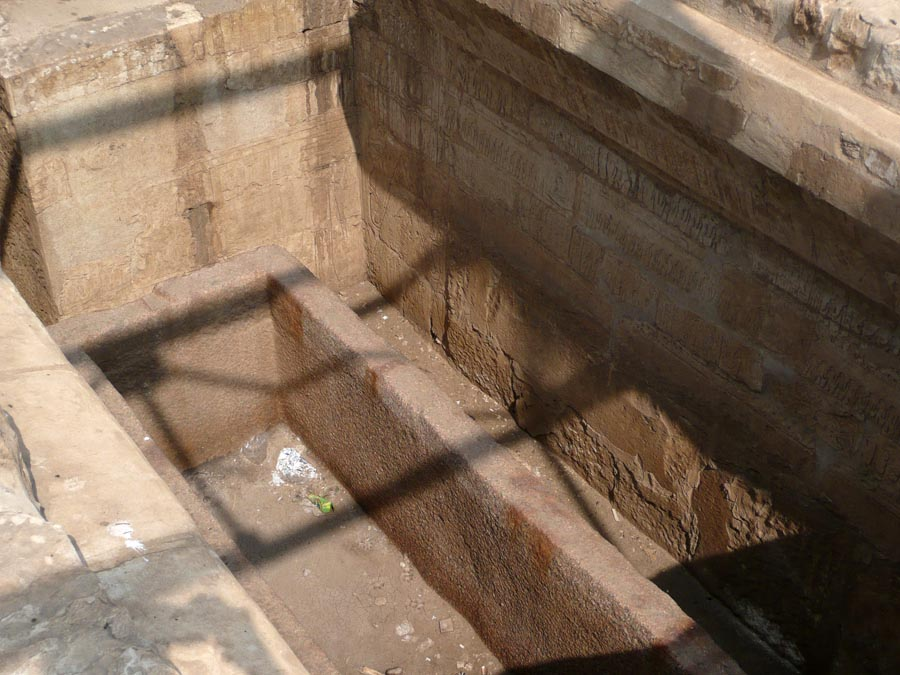
La tumba de Sheshonq III.

Usermaatra Setepenra Sheshonq, Sheshonq III, o Sesonquis III, faraón de la dinastía XXII de Egipto, o libia; reinó de 825 a 818 a. C.; luego se convierte solo en rey de Tanis, de 818 a 773 a. C. Gobierna durante el Tercer periodo intermedio de Egipto.

## Biografía
Es el hijo mayor de Takelot II, y nieto de Osorkon II y Karoma II. Se casó con Tentamenopet, luego con Dyedbastetanj y Tadibastet I. Habría tenido seis o siete hijos, incluidos Pamiy y quizá Sheshonq IV. Después de un largo reinado de más de treinta años, los hijos de Sheshonq III le suceden y Pamiy reinará siete años, heredando un poder que le disputará Petubastis y otros jefes de clanes del delta; es el principio de la decadencia de la dinastía libia.
Su reinado se caracteriza por el incremento de la anarquía. Con el fin de evitar los errores de sus predecesores, Sheshonq III consiente a los tebanos elegir al Sumo sacerdote de Amón, cargo que se concede a Horsiese II. Los tebanos le acusan de usurpar el poder que debía corresponder al príncipe Osorkon, que estaba a cargo del Alto Egipto.
Las grandes ciudades del delta pasan a manos de grandes jefes independientes y en el 8.º año de su reinado la unidad de Egipto quiebra. Uno de estos grandes jefes, de linaje real, de nombre Petubastis, se declara rey y funda una dinastía rival, instaurada en Leontópolis, la dinastía XXIII de Egipto.

## Testimonios de su época
Sheshonq III va a dejar numerosas edificaciones erigidas en el Bajo Egipto; se hace enterrar en Tanis, donde ordenó construir la monumental puerta del templo de Amón.
- Puerta en el templo de Amón en Tanis (Arnold 1999:40).
- Añadidos al templo de Amón en Tell el-Balamun (Arnold 1999:40).
- Mesdet, santuario para Thot (Arnold 1999:40).
- Bloques con el nombre del rey de varios lugares: Tell Umm Harb, Mendes, Kom el-Hisn, El Bindara (Arnold 1999:40).
- Estela fechada en el decimoquinto año del rey (Museo Petrie, UC14533).

## Titulatura
| Titulatura | Jeroglífico | Transliteración (transcripción) - traducción - (referencias) |

| G5 |

| G5 |

| E2 · D40 | C10 · N36 |

| E2 · D40 | C10 · N36 |

| E2 · D40 | C10 · N36 |

| E2 · D40 | C10 · N36 |

| G5 |

| G5 |

| E2 · D40 | C10 · N36 |

| E2 · D40 | C10 · N36 |

| E2 · D40 | C10 · N36 |

| E2 · D40 | C10 · N36 |

| N5 | F12 | C10 | N5 | U21 · n |

| N5 | F12 | C10 | N5 | U21 · n |

| N5 | F12 | C10 | N5 | U21 · n |

| N5 | F12 | C10 | N5 | U21 · n |

| N5 | F12 | C10 | N5 | U21 · n |

| N5 | F12 | C10 | N5 | U21 · n |

| N5 | F12 | C10 | N5 | U21 · n |

| N5 | F12 | C10 | N5 | U21 · n |

| N5 | F12 | C10 | N5 | U21 · n |

| N5 | F12 | C10 | N5 | U21 · n |

| N5 | F12 | C10 | N5 | U21 · n |

| N5 | F12 | C10 | N5 | U21 · n |

| N5 | F12 | C10 | N5 | U21 · n |

| N5 | F12 | C10 | N5 | U21 · n |

| N5 | F12 | C10 | N5 | U21 · n |

| N5 | F12 | C10 | N5 | U21 · n |

| M17 | Y5 · N35 | M8 · M8 | N35 · N29 |

| M17 | Y5 · N35 | M8 · M8 | N35 · N29 |

| M17 | Y5 · N35 | M8 · M8 | N35 · N29 |

| M17 | Y5 · N35 | M8 · M8 | N35 · N29 |

| M17 | Y5 · N35 | M8 · M8 | N35 · N29 |

| M17 | Y5 · N35 | M8 · M8 | N35 · N29 |

| M17 | Y5 · N35 | M8 · M8 | N35 · N29 |

| M17 | Y5 · N35 | M8 · M8 | N35 · N29 |

| M17 | Y5 · N35 | M8 · M8 | N35 · N29 |

| M17 | Y5 · N35 | M8 · M8 | N35 · N29 |

| M17 | Y5 · N35 | M8 · M8 | N35 · N29 |

| M17 | Y5 · N35 | M8 · M8 | N35 · N29 |

| M17 | Y5 · N35 | M8 · M8 | N35 · N29 |

| M17 | Y5 · N35 | M8 · M8 | N35 · N29 |

| M17 | Y5 · N35 | M8 · M8 | N35 · N29 |

| M17 | Y5 · N35 | M8 · M8 | N35 · N29 |